# Хвощ лучний
Хвощ лучний (Equisetum pratense) — багаторічна трав'яниста рослина родини хвощові (Equisetaceae). Етимологія: лат. pratense — «на луках».

## Опис
Має зелені, розгалужені, 16–50(-60) см вегетативні стебла; з порожнистим центром. Родючі та стерильні, товщиною 1–4 мм паростки мають різний зовнішній вигляд. Родючі пагони жовтувато-коричневі і нерозгалужені. Центральна порожнина займає більше половини поперечного перерізу стовбура. На вершині родючих пагонів з'являються в травні й червні 15–40 мм довжиною спорангієві шишки з тупим верхом. 2n = 216.

## Поширення
Європа: Білорусь; Естонія; Латвія; Литва; Україна; Австрія; Бельгія; Чехія; Німеччина; Польща; Словаччина; Швейцарія; Данія; Фінляндія; Ісландія; Ірландія; Норвегія; Швеція; Об'єднане Королівство; Хорватія; Італія; Румунія; Словенія. Кавказ: Грузія. Азія: Китай; Японія; Росія — Чукотка, Сахалін. Північна Америка: Канада; США. Зазвичай зустрічається в лісах з високими деревами або дуже густим листям, які можуть забезпечити відтінок. Вони також мають тенденцію рости товщими навколо струмків, ставків і річок. Полюбляє вологі, вапняні, але лужні ґрунти.
В Україні зростає в лісах, на галявинах, узліссях, серед чагарників, на вогких луках, окрайцях боліт і в долинах річок — у Карпатах, Поліссі, Лісостепу. Входить у перелік видів, які перебувають під загрозою зникнення на території Харківської області.

## Галерея

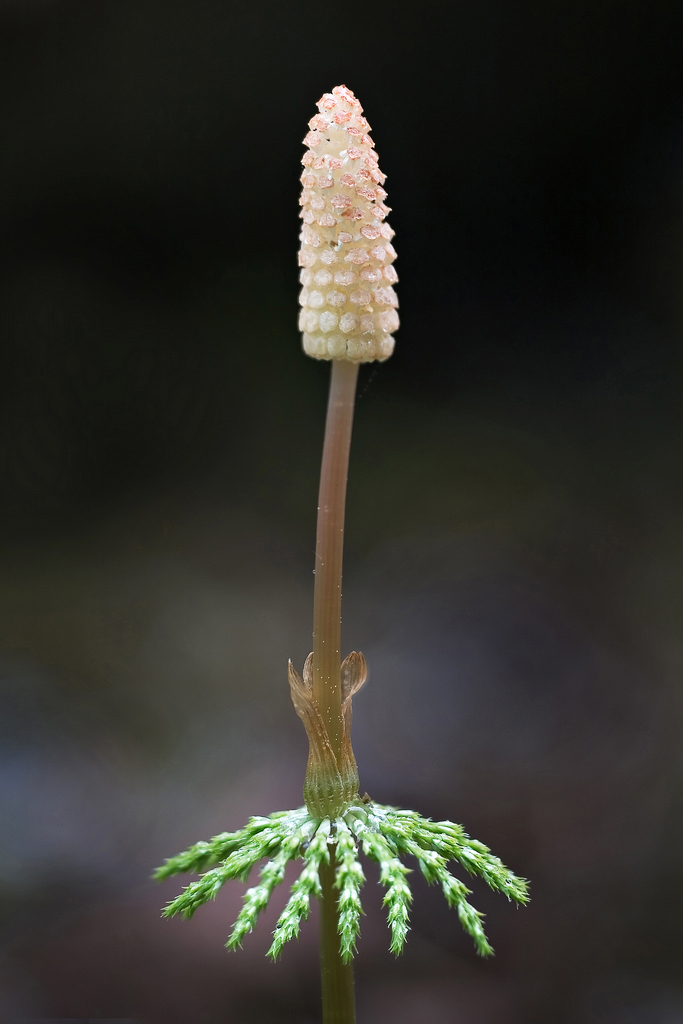
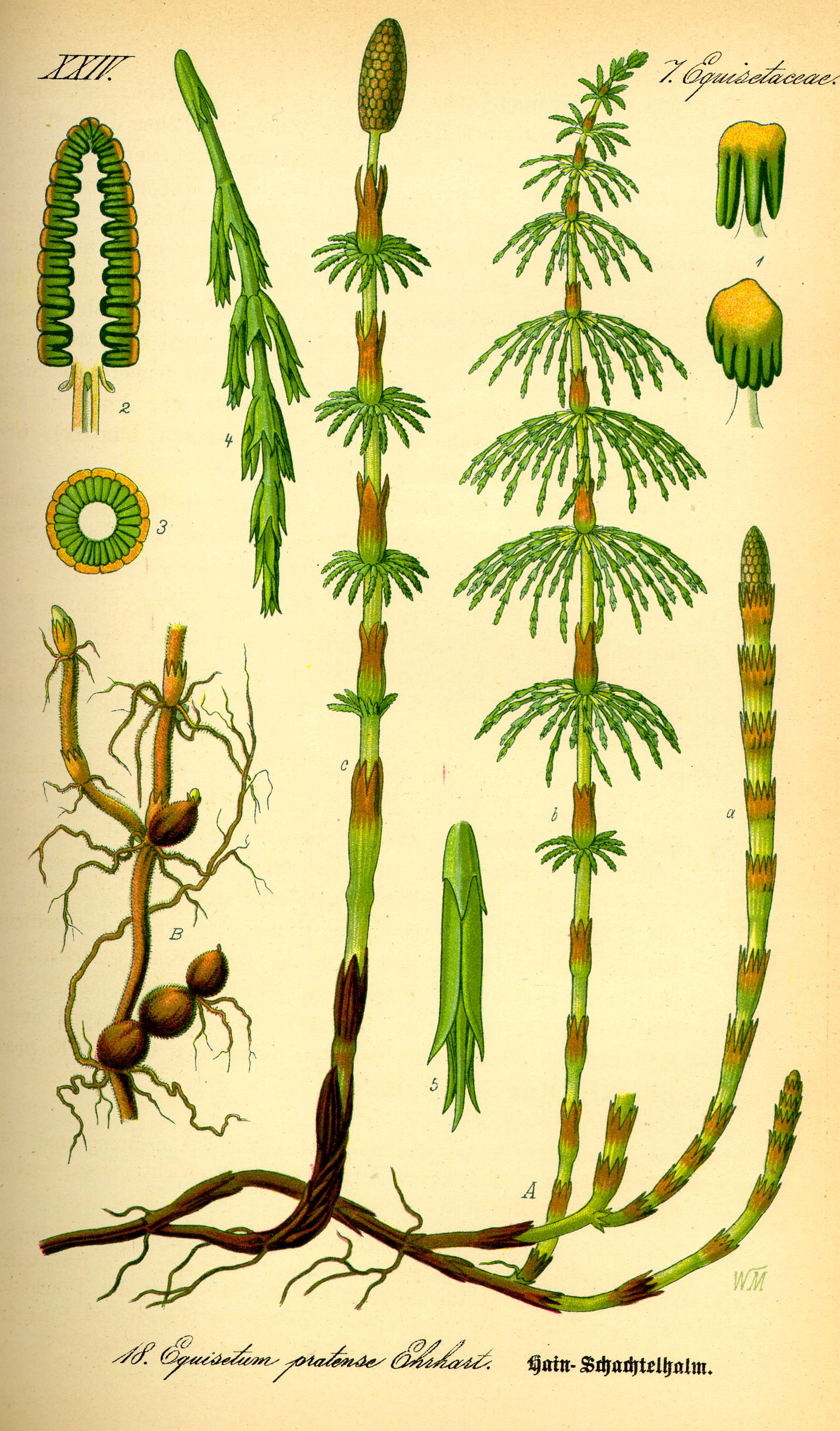